# آل پالاسیو دی هیرو
آل پالاسیو دی هیرو (انگلیسی: The Iron Palace) شرکت خرده‌فروشی مکزیکی است، که در سال ۱۸۵۰ تأسیس شد.